# Ньютонсвілл (Огайо)
Ньютонсвілл (англ. Newtonsville) — селище (англ. village) в США, в окрузі Клермонт штату Огайо. Населення — 392 особи (2010).

## Географія
Ньютонсвілл розташований за координатами 39°10′54″ пн. ш. 84°5′19″ зх. д. / 39.18167° пн. ш. 84.08861° зх. д. (39.181542, -84.088483).  За даними Бюро перепису населення США в 2010 році селище мало площу 0,66 км², уся площа — суходіл. В 2017 році площа становила 0,49 км², уся площа — суходіл.

## Демографія
Згідно з переписом 2010 року, у селищі мешкали 392 особи в 132 домогосподарствах у складі 103 родин. Густота населення становила 596 осіб/км².  Було 144 помешкання (219/км²).
Расовий склад населення:
| - 99,0 % — білих - 0,3 % — корінних американців |

До двох чи більше рас належало 0,8 %. Частка іспаномовних становила 1,0 % від усіх жителів.
За віковим діапазоном населення розподілялося таким чином: 30,9 % — особи молодші 18 років, 58,6 % — особи у віці 18—64 років, 10,5 % — особи у віці 65 років та старші. Медіана віку мешканця становила 32,6 року. На 100 осіб жіночої статі у селищі припадало 92,2 чоловіків;  на 100 жінок у віці від 18 років та старших — 103,8 чоловіків також старших 18 років.
Середній дохід на одне домашнє господарство  становив 51 575 доларів США (медіана — 45 000), а середній дохід на одну сім'ю — 63 186 доларів (медіана — 55 625). Медіана доходів становила 36 667 доларів для чоловіків та 27 500 доларів для жінок. За межею бідності перебувало 14,6 % осіб, у тому числі 22,6 % дітей у віці до 18 років та 3,8 % осіб у віці 65 років та старших.
Цивільне працевлаштоване населення становило 180 осіб. Основні галузі зайнятості: освіта, охорона здоров'я та соціальна допомога — 20,6 %, роздрібна торгівля — 19,4 %, виробництво — 15,0 %, науковці, спеціалісти, менеджери — 13,3 %.